# Ейсай
Ейса́й (яп. 栄西, えいさい; 27 травня 1141— 2 липня 1215) — японський буддистський монах періоду Камакура, послідовник вчення дзен, засновник японської секти Ріндзай-сю, популяризатор культури чаю в Японії.
Прозваний «Вчителем держави, що освітлює її тисячею променів» (千光国師, Сенко-кокусі).

## Короткі відомості
Ейсай народився 27 травня 1141 року у провінції Біттю у родині синтоїстського священика роду Кая. У 1151 році він поступив до пристоличного буддистського монастиря Енрякудзі, де вивчав езотеричний буддизм. Ейсай сумнівався у професійності японських ченців, а тому прагнув пройти стажування у буддистських обителях Китаю.
У 1167 році молодий монах полишив свій монастир і вирушив до японського острова Кюсю, звідки наступного року він переправився до китайської династії Сун. Там Ейсай пробув 6 місяців і навчався у центрах езотеричного буддизму на горах Тяньтай, а також познайомився із вченням чань (дзен). Після повернення він передав монастирю Енрякудзі привезені ним священні тексти і коментарі до сутр, а сам вирушив у 6 річну подорож Західною Японією.
У 1175 році Ейсай повторно прибув до Кюсю, де впродовж 10 років чекав чергового шансу поїхати до Китаю. Протягом цього часу він посилено вивчав основи езотерики та чань-буддизму. У 1187 році, у віці 47 років, Ейсай знову приїхав до Сун. Під керівництвом Сюан Хуайчана, китайського наставника, він опанував буддизм чань секти Ліньзці (Ріндзай) і у 1191 році повернувся на батьківщину.
Прибувши до Кюсю, Ейсай одразу став проповідувати нове вчення дзен. У 1194 році ченці секти Тендай-сю оголосили його єретиком і домоглися від Імператора заборони проповіді. Проте за рік заборона була знята і Ейсай заснував у місті Хаката перший в Японії дзенівський монастир Сьофукудзі. Таким чином в країні оформилася нова буддистська секта Ріндзай-сю. У 1198 році її засновник написав «Трактат про процвітання вчення дзен, яке оберігає країну», що був маніфестацією незалежності дзен-буддизму від традиційних сект Японії, насамперед Тендай-сю, і наголошував на необхідності поширення нового вчення в Японії.
Не знайшовши належної підтримки своїх поглядів  серед столичних аристократів, Ейсай подався до Камакури, резиденції самурайського уряду. Цей нещодавно створений уряд був зацікавлений у зміцненні свого престижу і формуванні ідеологічної бази для самурайства, а тому взяв під свою протекцію ученого ченця. У 1200 році Ейсай заклав монастир Дзюфукудзі у Камакурі, а у 1202 році, з дозволу сьоґуна Мінамото но Йоріїе, заснував монастир Кенніндзі у столиці Кіото. Завдяки підтримці самурайства у 1206 році він став головним збирачем пожертв для одного з найстаріших монастирів країни, Тодайдзі, а у 1212 і 1213 роках отримав від Імператорського двору почесні чернечі титули хоїн і содзьо. Зв'язки Ейсая з політиками викликали гостру критику опонентів, але сприяли зростанню популярності дзен.
Окрім політики і проповідування засновник Ріндзай-сю був одним із перших в Японії популяризаторів культури чаю. У 1214 році він упорядкував  «Записів про лікування чаюванням». У них Ейсай викладав методи приготування різних чаїв, доводив корисність пиття чаю для здоров'я, а також пояснював, які хвороби може лікувати чай.
Помер Ейсай у 2 липня 1215 році, у віці 74 років. За різними переказами смерть наступила в Кіото або Камакурі.